# Xysticus ibex
Xysticus ibex is een spinnensoort uit de familie van de krabspinnen (Thomisidae).
De wetenschappelijke naam van de soort werd in 1875 gepubliceerd door Eugène Simon.

## Ondersoorten
- Xysticus ibex ibex
- Xysticus ibex dalmasi Simon, 1932[1]